# فدور کلیموف
فدور کلیموف (روسی: Фёдор Александрович Климов؛ زادهٔ ۷ سپتامبر ۱۹۹۰) اسکیت‌باز نمایشی اهل روسیه است.
وی همچنین برندهٔ جوایزی همچون نشان دوستی شده‌است.